# Jevnikar
Jevnikar je priimek v Sloveniji, ki ga je po podatkih Statističnega urada Republike Slovenije na dan 1. januarja 2010 uporabljalo 228 oseb.

## Znani nosilci priimka
- Ivo Jevnikar (*1954), novinar in kulturni delavec v Italiji
- Magda Jevnikar (*1956), učiteljica in kulturna delavka v Italiji
- Martin Jevnikar (1913—2004), literarni zgodovinar, prevajalec in publicist
- Milan Jevnikar (*1957), organist, pevec, zborovodja, srednješolski ravnatelj
- Nadja Magajna Jevnikar (1951—2016), zamejska narodna delavka
- Vesna Jevnikar (*1964), igralka
- Zala Jevnikar Rojnik, farmacevtka, klinična biokemičarka ?